# Wichburg von Geseke
Wichburg von Geseke (auch Wichburga; * vor 946; † 984) aus dem sächsischen Adelsgeschlecht der Haolde, war die erste Äbtissin des im Jahre 946 von ihr und ihren Brüdern Haold I., Brun und Friedrich gegründeten Damenstifts Geseke.
Haold I. und seine Geschwister waren über ihre Mutter, eine Liudolfingerin, mit den Ottonen verwandt, und Haold wurde von König Otto I. nach der Rebellion und dem Tod des Herzogs Eberhard von Franken mit Teilen von Eberhards Besitz im Ittergau und Brukterergau belehnt. Im Jahre 946 gründeten er und seine Geschwister zu Ehren der Hl. Jungfrau und des Hl. Cyriak das Frauenstift Geseke. Otto I. bestätigte das Stift im Jahre 952, nahm es unter seinen Schutz, verlieh ihm die Immunität und gab ihm das Privileg der freien Äbtissinnenwahl. Wichburg wurde Äbtissin, und Haold wurde Vogt des Stifts. Zu ihrem Amtsantritt im Jahre 952 schenkte Wichburg dem Stift u a. die Siedlung „Almundoraf“, den heutigen Briloner Stadtteil Alme, und eine Hufe in Ittlar.
Wichburg war Äbtissin bis zu ihrem Tod im Jahre 984. Ihr folgte ihre Großnichte Wigswid (986–1014), der König Otto III. 986 die von seinem Großvater gegebenen Privilegien bestätigte. Nach deren Tod verzichtete die nächste Äbtissin, Hildegund, auf den Status eines reichsunmittelbaren Stiftes und stellte sich unter den Schutz des Erzbischofs von Köln, der von da an seinen eigenen Vogt einsetzte.